# روب فونت
روب فونت (بالإنجليزية: Rob Font؛ مواليد 25 يونيو 1987) هو مُقاتل فنون قتالية مختلطة أمريكي.

## وصلات خارجية
- روب فونت على موقع يو إف سي (الإنجليزية)
- روب فونت على موقع شيردوغ (الإنجليزية)
- روب فونت على موقع Tapology.com (الإنجليزية)
- روب فونت على موقع IMDb (الإنجليزية)
- روب فونت على موقع قاعدة بيانات الفيلم (الإنجليزية)